# III з'їзд Комуністичної партії (більшовиків) Молдавії
III з'їзд Комуністичної партії (більшовиків) Молдавії — з'їзд Комуністичної партії (більшовиків) Молдавії, що відбувся 30 березня — 1 квітня 1951 року в місті Кишиневі.

## Порядок денний з'їзду
1. Звіт ЦК КП(б)М
2. Звіт Ревізійної Комісії КП(б)М
3. Вибори керівних органів КП(б)М.

## Керівні органи партії
Обрано 83 члени ЦК КП(б)М, 27 кандидатів у члени ЦК КП(б)М та 17 членів Ревізійної Комісії КП(б)М.

### Члени Центрального комітету КП(б) Молдавії
- Антосяк Георгій Федорович — голова Молдавської республіканської ради профспілок
- Афтенюк Герман Трохимович — завідувач сільськогосподарського відділу ЦК КП(б)М
- Барановський Панас Григорович — директор Кишинівського педагогічного інституту
- Берекет Володимир Федорович —
- Бєляєв Петро Андрійович — міністр торгівлі Молдавської РСР
- Бордовіцин Олександр Федорович — начальник Головного управління бавовництва при РМ Молдавської РСР
- Брежнєв Леонід Ілліч — 1-й секретар ЦК КП(б)М
- Власов Павло Андрійович —
- Воробйов Павло Федотович — завідувач промислового відділу ЦК КП(б)М
- Воронін Федір Миколайович — член Військової Ради — заступник командувача військ Одеського військового округу з політичної частини
- Гаврилиця М.П. —
- Гагарін Микола Захарович —
- Герасименко Василь Дементійович — голова Бельцького міськвиконкому
- Гладкий Дмитро Спиридонович — завідувач відділу партійних, профспілкових і комсомольських органів ЦК КП(б)М
- Горбань Борис Архипович — 2-й секретар ЦК КП(б)М
- Горбатенко Олексій Михайлович — начальник Політичного управління Одеського військового округу, полковник
- Грекул Іван Ілліч —
- Гросул Яким Сергійович — заступник голови президії Молдавської філії Академії наук СРСР
- Гушкан Арефа Лукич —
- Дамаскін Василь Никифорович — начальник Головного управління сільського і колгоспного будівництва при РМ Молдавської РСР
- Демченко Н.Т. —
- Діордиця Олександр Пилипович — міністр фінансів Молдавської РСР
- Дудник Микола Трохимович — 1-й секретар Каїнарського райкому КП(б)М
- Жданович Степан Наумович — керуючий Молдавського консервного тресту
- Звєрєв Микола Васильович — редактор газети «Советская Молдавия»
- Іорданов Яків Степанович — редактор газети «Молдова Сочіалісте»
- Іпатенко П.А. —
- Казакевич Данило Васильович — начальник Управління прикордонних військ МДБ Молдавського прикордонного округу
- Квасов Григорій Васильович — завідувач сільськогосподарського відділу ЦК КП(б)М
- Киріяк Георгій Феодосійович —
- Киртока Олександр Савелійович —
- Коваль Федір Степанович — міністр сільського господарства Молдавської РСР
- Кодіца Йон Сергійович — голова Президії Верховної Ради Молдовської РСР
- Кожухар Семен Тимофійович — 1-й секретар Кишинівського міськкому КП(б)М
- Кожухар Фекла Іларіонівна — науковий співробітник Кишинівського науково-дослідного інституту
- Козирєв А.В. — відповідальний секретар Партколегії при ЦК КП(б)М
- Кока Меланія Степанівна —
- Корна Микола Мефодійович —
- Косоруков Анатолій Степанович — 1-й секретар Бульбоцького райкому КП(б)М
- Кранга Петро Федорович — 1-й секретар ЦК ЛКСМ Молдавії
- Крачун Агрипина Микитівна — заступник міністра освіти Молдавської РСР
- Краюшин Тихон Степанович — голова президії Молдавспоживспілки
- Кров'яков Олександр Федорович — 1-й секретар Григоріопольського райкому КП(б)М
- Лазарев Артем Маркович — секретар ЦК КП(б)М
- Лобачов Микола Федорович — міністр державного контролю Молдавської РСР
- Лощинін Іван Петрович —
- Мальцев Михайло Лаодікійович — 2-й секретар Кишинівського міськкому КП(б)М
- Маркітан Артем Панасович — 1-й секретар Тирновського райкому КП(б)М
- Мельник Олександр Антонович — секретар ЦК КП(б)М
- Михайлов Іван Дмитрович —
- Михайлов Микола Григорович —
- Можарова Анастасія Антонівна — 1-й секретар Тараклійського райкому КП(б)М
- Мордовець Йосип Лаврентійович — міністр державної безпеки Молдавської РСР
- Наместников К.Є. — секретар партійного бюро вагонного депо станції Бельци
- Олійник Андрій Іванович —
- Осипов Григорій Романович — прокурор Молдавської РСР
- Пазина Лук'ян Гаврилович — 1-й секретар Бравичського райкому КП(б)М
- Паскаль Трохим Іванович — секретар Президії Верховної Ради Молдовської РСР
- Писаренко Наталія Пилипівна — завідувач відділу ЦК КП(б)М по роботі серед жінок
- Потапов Семен Іванович — 1-й секретар Котовського райкому КП(б)М
- Пухов Микола Павлович — командувач військ Одеського військового округу, генерал-полковник
- Рачинський Леонід Федорович — 1-й секретар Бельцького міськкому КП(б)М
- Решетько В.Ф. — начальник політвідділу Кишинівської залізниці
- Рудь Герасим Якович — голова Ради міністрів Молдавської РСР
- Саруханова І.Н. —
- Сирбул Валентина Павлівна —
- Сич Антон Іванович — уповноважений Міністерства заготівель СРСР по Молдавській РСР
- Сорокін Михайло Олексійович — начальник Кишинівської залізниці
- Таран Іван Гнатович —
- Терещенко Петро Пилипович — секретар ЦК КП(б)М
- Ткач Дмитро Григорович — секретар ЦК КП(б)М
- Ткач Н.М. —
- Тутушкін Федір Якович —
- Ульянов Василь Григорович — голова Молдавського комітету радіоінформації
- Урсул Влас Іванович — секретар Кишинівського міськкому КП(б)М
- Філіппов Микола Федорович — 1-й секретар Братушанського райкому КП(б)М
- Форш Анатолій Федорович — 1-й секретар Оргіївського райкому КП(б)М
- Хлєбников Павло Федорович — начальник політсектору Міністерства сільського господарства Молдавської РСР
- Цуркан Кирило Іванович — міністр харчової промисловості Молдавської РСР
- Черемисін Григорій Андрійович — голова Держплану Молдавської РСР
- Черненко Костянтин Устинович — завідувач відділу пропаганди і агітацій ЦК КП(б)М
- Шпак Леонтій Омелянович — 1-й секретар Єдинецького райкому КП(б)М
- Щолоков Микола Онисимович — 1-й заступник голови Ради міністрів Молдавської РСР

### Кандидати у члени Центрального комітету КП(б) Молдавії
- Акопов Г.М. —
- Бондар Василь Панасович —
- Галковський М.А. —
- Гушан Андрій Аврамович — редактор газети «Церанул Советік»
- Євстратьєв Терентій Максимович — голова Скулянського райвиконкому
- Жариченко Зиновій Миколайович — 1-й секретар Червоноармійського райкому КП(б)М міста Кишинева
- Жуматій Яків Іванович —голова Оргіївського райвиконкому
- Ільїнський Федір Григорович — заступник голови Ради міністрів Молдавської РСР
- Ілляшенко Кирило Федорович — заступник завідувача відділу пропаганди та агітації ЦК КП(б)М
- Климанов Василь Іванович — завідувач транспортного відділу ЦК КП(б)М
- Колобов Леонід Олександрович —
- Корольков Митрофан Власович — завідувач адміністративного відділу ЦК КП(б)М
- Корсун Василь Макарович — військовий комісар Молдавської РСР
- Краєвська Олександра Василівна —
- Крижановський Валер'ян Іванович — 1-й секретар Бельцького райкому КП(б)М
- Назарчук С.П. —
- Ноздрін Михайло Миронович —
- Печерський Микита Никанорович —
- Романов Мойсей Петрович —
- Саблін Костянтин Микитович — голова Кишинівського міськвиконкому
- Скульський Георгій Петрович — міністр житлово-комунального будівництва Молдавської РСР
- Сментина Сергій Митрофанович —
- Трапезников Сергій Павлович — директор Республіканської партійної школи при ЦК КП(б)М, редактор журналу «Комуніст Молдавії»
- Троян Тимофій Іванович — заступник голови Ради міністрів Молдавської РСР
- Утков А.Г. — завідувач особливого сектора ЦК КП(б)М
- Шутиков Ілля Панасович — начальник будівельного управління
- Яловенко Федір Іванович — директор Рашковської МТС

### Члени Ревізійної комісії КП(б) Молдавії
- Бодюл Іван Іванович — 1-й секретар Кишинівського райкому КП(б)М
- Бугров А.А. —
- Васильєв Вадим Миколайович — 1-й секретар Дубосарського райкому КП(б)М
- Волнянський Кирило Віссаріонович — 1-й секретар Чадир-Лунгського райкому КП(б)М
- Голощапов Василь Іванович —
- Грухов Михайло Михайлович —
- Кошовий Н.І. — 1-й секретар Бричанського райкому КП(б)М
- Лук'янов Аврам Захарович — 1-й секретар Атацького райкому КП(б)М
- Медіокритська Фаїна Василівна — секретар Кишинівського міськкому КП(б)М
- Мозолевський Микола Миколайович — голова Ревізійної комісії, заступник голови Держплану Молдавської РСР
- Пасіковський Олександр Гнатович — голова Тираспольського міськвиконкому
- Пахомов М.Т. —
- Попов Петро Тимофійович — 1-й секретар Комратського райкому КП(б)М
- Пузаков Іван Дмитрович — 1-й секретар Сороцького райкому КП(б)М
- Салманов І.В. —
- Сидоров Михайло Іванович — директор Кишинівського сільськогосподарського інституту імені Фрунзе
- Хомутов Михайло Васильович —